# Lacul Copais

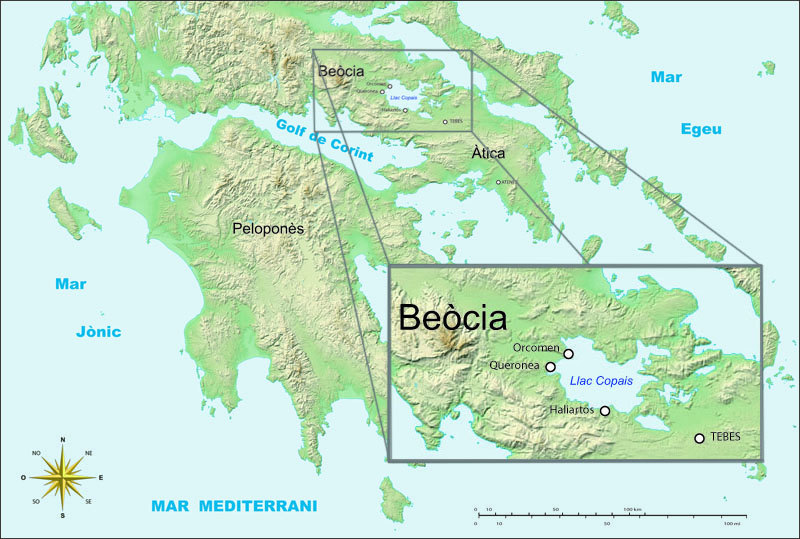
Locația lacului Copais

Lacul Copais, cunoscut și sub denumirea de Kopais sau Kopaida (în greacă veche Κωπαΐς; în greacă Κωπαΐδα), a fost un lac în centrul regiunii Boeotia, Grecia, la vest de Thebes. A fost drenat la sfârșitul secolului al XIX-lea. Zona în care se afla, deși acum este o câmpie, este încă cunoscută sub numele de Kopaida. O insulă unică în lac a fost transformată în timpuri străvechi într-o cetate megalitică, numită acum Gla, deși numele antic nu este cunoscut. Ar putea fi orașul Arne menționat de Homer.

## Drenaj

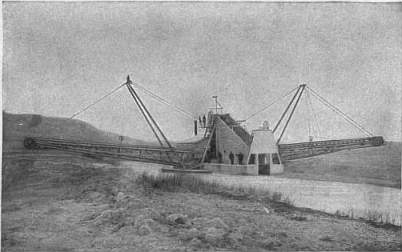
Compania britanică Lake Copais în timpul dragării

Când lacul exista, orașele Haliartus, Orchomenus și Chaeronea se aflau pe țărmurile sale. Printre râurile care alimentau lacul se numără Cephissus, Termessus și Triton. Lacul a fost (și este) înconjurat de pământ fertil, dar acesta s-a extins din ce în ce mai mult pe terenul din jur din cauza drenajului inadecvat. Ca răspuns la acest lucru, între 1867 și 1887, inginerii scoțieni și francezi au recuperat terenul pentru compania britanică Lake Copais, construind canale pentru a scurge apa din lac până la Cephis și de acolo până la lacul Yliki (Ylíki Limní, vechea Hylica). În total, aproximativ 200 km² au fost recuperați. Acest teren a fost returnat guvernului grec în 1952.
Agenția Lacul Kopais a fost creată în 1957 pentru a supraveghea scurgerea lacului și construirea unui nou drum. Proiectul a fost finalizată în același an, dar agenția, cu un personal de 30 de oameni angajați cu normă întreagă (inclusiv un șofer pentru directorul agenției) a existat până în 2010. 
Înainte de această intervenție, lacul s-a drenat în mare prin numeroase canale subterane. Unele dintre aceste canale au fost artificiale, după cum a consemnat geograful Strabon în secolul I. Exploatările moderne au găsit canale enorme săpate în secolul al XIV-lea î.Hr., care au drenat apa în mare până la nord-est; Strabon menționează că lucrul la aceste canale a fost realizat de un inginer pe nume Crates, din Chalcis, în vremea lui Alexandru cel Mare.

## Lacul Copais în literatură și mitologia antică

Harta vechiului Boeotia.

Homer și alți autori vechi se referă la Copais ca „lac Cephisian”, numit după râul Cephissus. Strabon, cu toate acestea, susține că expresia poetică se referă la un lac mult mai mic denumit Hylice (noul loc Yliki), între Teba și Anthedon.
A existat o legendă că lacul a luat ființă când eroul Heracles a inundat zona prin săparea unui râu, Cephissus, care s-a transformat într-un bazin. Polyaenus explică faptul că a făcut acest lucru pentru că se lupta cu minienii din Orchomenus: erau luptători călăreți periculoși, iar Heracles a săpat lacul pentru a-i dezarma. O altă poveste se referă la debitul lacului în timpul mitic al lui Ogyges, ducând la potopul Ogygian.
Scriitorul călător Pausanias și dramaturgul din secolul al V-lea Aristofan au descoperit că în antichitate Lacul Copais era cunoscut pentru peștii săi, în special pentru anghilă.

## Legături externe
- Ghembaza, Therese (2012). „The Mysteries of Lake Copias and the Island of Gla”. Therese Ghembaza.
- Strabo. „Geography”. Perseus website. Strabo. „Geography”. Perseus website. Strabo. „Geography”. Perseus website. vezi în special 9.2.16-27 (tradus de HL Jones, 1924)
- Pausanias. „Description of Greece”. Perseus website. Pausanias. „Description of Greece”. Perseus website. Pausanias. „Description of Greece”. Perseus website. (traduse de WHS Jones și HA Ormerod, 1918)
- Vedere din aer a planetei Lake Copais
- Google Earth vedere la sol de-a lungul câmpiei Lake Copais din sud
- Vizualizarea la sol a Google Earth de-a lungul câmpiei Lake Copais din est